# Clytus lama
Clytus lama es una especie de escarabajo longicornio del género Clytus, tribu Clytini, familia Cerambycidae. Fue descrita científicamente por Mulsant en 1850.
Se distribuye por Alemania, Austria, Bielorrusia, Reino Unido, Bosnia y Herzegovina, Bulgaria, Croacia, Francia, Hungría, Italia, Polonia, Rumania, Serbia, Eslovaquia, Eslovenia, Suiza, Chequia, Ucrania y Yugoslavia. Mide 8-15 milímetros de longitud. El período de vuelo ocurre en los meses de junio, julio y agosto.